# Жуков, Валентин Васильевич
Валентин Васильевич Жуков (р. 16 июля 1937) — советский тренер по волейболу, российский спортивный функционер, первый президент ВФВ, заслуженный тренер СССР.

## Биография
Окончил ГЦОЛИФК (1968). На серьёзном уровне не выступал, сразу избрав тренерскую карьеру. Работал с юношескими и молодёжными командами: был старшими тренером юношеской сборной Московской области, молодёжной команды РСФСР, тренером молодёжной сборной СССР, становившейся призёром чемпионатов Европы и мира.
В 1970—1985 — Председатель федерации волейбола Московской области. В 1986—1992 — Гостренер Спорткомитета РСФСР. В 1991 году стал первым президентом ВФВ, с 2004 — первый вице-президент, с 2006 — почетный президент ВФВ. Член исполкома ОКР.

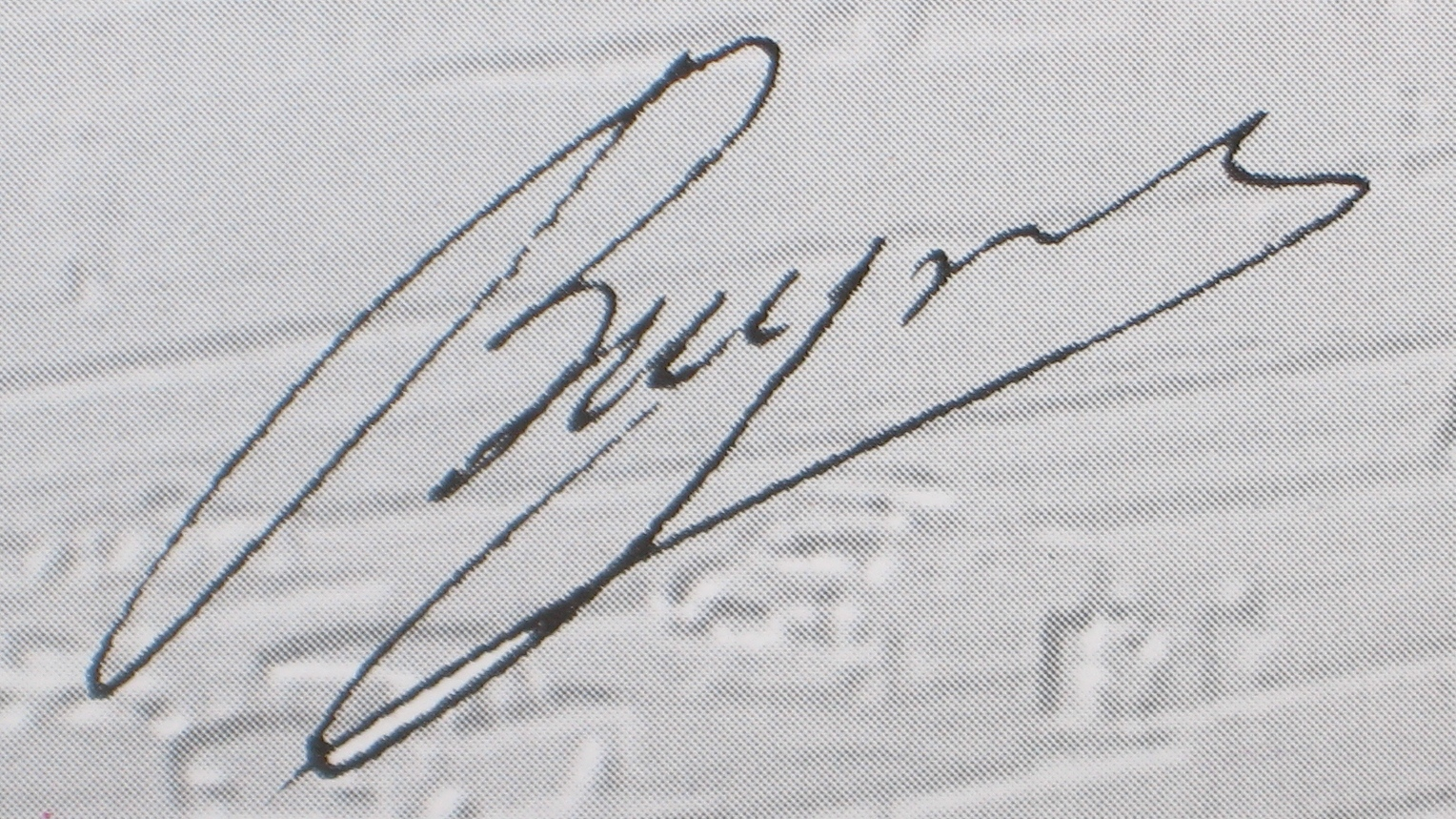
Подпись (1997)

## Награды и звания
- Заслуженный тренер РСФСР (1979)
- Судья всесоюзной категории (1979)
- Заслуженный тренер СССР (1989)
- Заслуженный работник физической культуры Российской Федерации (1998)
- Медаль ордена «За заслуги перед Отечеством» II степени (2005)
- Орден «Дуслык» (2025, Татарстан, Россия)[1]